# Криничанська волость (Суджанський повіт)
Криничанська волость — історична адміністративно-територіальна одиниця Суджанського повіту Курської губернії.

## Історія
Від заснування до 1765 року територія волості входила до складу Сумського козацького полку, пізніше опинилося у складі Курської губернії. 16 жовтня 1925 року волость було передано складу УРСР та включено до складу Краснопільського району.
Станом на 1886 рік — складалася з 14 поселень, 17 сільських громад. Населення — 6293 особи (3176 осіб чоловічої статі та 3117 — жіночої), 941 дворове господарство.
Найбільші поселення волості:
- Криничне — колишнє власницьке село за 36 верст від повітового міста;волосне правління; 417 осіб, 72 двори, православна церква, школа, вапняковий завод.
- Грунівка — колишнє власницьке село при річці Псел, 431 особа, 72 двори, православна церква, лікарня.
- Малий Прикіл — колишнє власницьке село, 104 особи, 27 дворів, винокурний завод.
- Мала Рибиця — колишнє державне село, при річці Рибиця, 933 особи, 181 двір, православна церква, школа.
- Осоївка — колишнє державне село, при річці Рибиця, 1520 осіб, 256 дворів, православна церква.
- Петрушівка — колишнє власницьке село, 418 осіб, 69 дворів, православна церква, школа.
- Сінна — колишнє власницьке село, 724 особи, 108 дворів, школа.